# Brugnera
Brugnera là một đô thị ở tỉnh Pordenone trong vùng Friuli-Venezia Giulia, có cự ly khoảng 100 km về phía tây bắc của Trieste và khoảng 12 km về phía tây nam của Pordenone, với dân số 8.500 người.
Đô thị Brugnera có các frazioni (các đơn vị cấp dưới, chủ yếu là các làng) Maron, Tamai and San Cassiano di Livenza.
Brugnera giáp các đô thị: Fontanafredda, Gaiarine, Porcia, Portobuffolé, Prata di Pordenone, Sacile.